# Île Suhm
L'île Suhm est une île française de l'archipel des Kerguelen située à l'entrée du golfe du Morbihan dans le prolongement de la pointe nord de la presqu'île Ronarc'h. Dès lors, elle fait face à Port-Douzième.